# خلف (عزبة)
عزبة خلف قرية تابعة لمركز السادات في محافظة المنوفية في جمهورية مصر العربية.